# Australië op de Olympische Zomerspelen 1924
Australië nam deel aan de Olympische Zomerspelen 1924 in Parijs, Frankrijk. Australische atleten waren actief op elke Spelen.

## Medailles
| Sport          | Olympiër                                                               | Discipline            | Medaille |
| -------------- | ---------------------------------------------------------------------- | --------------------- | -------- |
| Atletiek       | Nick Winter                                                            | hink-stapspringen (m) | Goud     |
| Schoonspringen | Dick Eve                                                               | 10m toren (m)         | Goud     |
| Zwemmen        | Boy Charlton                                                           | 1500m vrije slag (m)  | Goud     |
| Zwemmen        | Frank Beaurepaire Boy Charlton Moss Christie Ernest Henry Ivan Stedman | 4x200m vrije slag (m) | Zilver   |
| Zwemmen        | Boy Charlton                                                           | 400m vrije slag (m)   | Brons    |
| Zwemmen        | Frank Beaurepaire                                                      | 1500m vrije slag (m)  | Brons    |

## Deelnemers en resultaten

### Atletiek
| Olympiër       | Discipline            | Resultaat    | Prestatie                                                                 |
| -------------- | --------------------- | ------------ | ------------------------------------------------------------------------- |
| Slip Carr      | 100m (m)              | 7e           | serie 14: 2e in 11,0 kwartfinale 6: 2e in 10,9 halve finale 2: 4e in 10,7 |
| Slip Carr      | 200m (m)              | 7e           | serie 7: 1e in 22,6 kwartfinale 2: 1e in 21,8 halve finale 1: 4e in 22,1  |
| Roy Norman     | 200m (m)              | kwartfinale  | serie 8: 2e kwartfinale 6: 2e in 10,9 kwartfinale 3: 5e                   |
| Richard Honner | 400m (m)              | series       | serie 3: 3e in 53,1                                                       |
| Charles Lane   | 400m (m)              | series       | serie 9: 3e in 51,4                                                       |
| Roy Norman     | 400m (m)              | kwartfinale  | serie 4: 2e in 50,6 kwartfinale 5: 4e in 50,2                             |
| Malcolm Boyd   | 800m (m)              | series       | serie 3: 4e                                                               |
| Jack Newman    | 800m (m)              | series       | serie 6: 6e                                                               |
| Roy Norman     | 800m (m)              | series       | serie 4: 5de                                                              |
| Malcolm Boyd   | 1500m (m)             | halve finale | serie 6: 5e                                                               |
| Jack Newman    | 1500m (m)             | halve finale | serie 4: 5e                                                               |
| Malcolm Boyd   | 5000m (m)             | halve finale | serie 3: 9e                                                               |
| Richard Honner | 400m horden (m)       | kwartfinale  | serie 5: 4e in 58,5                                                       |
| Ernie Austen   | 10km snelwandelen (m) | DSQ          | gediskwalificeerd                                                         |
| Richard Honner | verspringen (m)       | 15e          | kwalificatie groep 1: 3e met 6,635 m                                      |
| Nick Winter    | hink-stapspringen (m) | Goud         | kwalificatie groep 2: 1e met 15,18 m finale: 1e met 15,525 m (WR)         |
| Denis Duigan   | zevenkamp (m)         | DNF          | niet gefinisht                                                            |
| Denis Duigan   | tienkamp (m)          | DNF          | niet gefinisht                                                            |

### Boksen
| Olympiër         | Discipline  | Resultaat | Prestatie                                               |
| ---------------- | ----------- | --------- | ------------------------------------------------------- |
| Charles Sinclair | -61,2kg (m) | 9e        | 1e ronde: W van NED Huizenaar 2e ronde: V van BEL Genon |
| Raymond Jones    | -72,6kg (m) | 17e       | 1e ronde: V van USA Funk                                |
| Charles Jardine  | -79,4kg (m) | 9e        | 1e ronde: V van NOR von Porat                           |

### Roeien
| Olympiër | Discipline | Resultaat    | Prestatie                                        |
| --- | ---------- | ------------ | ------------------------------------------------ |
| Arthur Bull | skiff (m)  | DNF          | serie 1: 1e in 7.19,0 finale: niet gefinisht     |
| Frank Cummings Robert Cummings Henry Graetz William Jarvis Walter Pfeiffer Arthur Scott William Sladden Arnold Tauber Edward Thomas | acht (m)   | halve finale | serie 3: 2e in 7.19,0 herkansingen: 3e in 6.47,0 |

### Schoonspringen
| Olympiër | Discipline    | Resultaat | Prestatie                                                |
| -------- | ------------- | --------- | -------------------------------------------------------- |
| Dick Eve | 3m plank (m)  | 5e        | serie 1: 2e met 522,3 punten finale: 5e met 564,3 punten |
| Dick Eve | 10m toren (m) | Goud      | serie 1: 1e met 157 punten finale: 1e met 160 punten     |

### Tennis
| Olympiër                   | Discipline     | Resultaat | Prestatie |
| -------------------------- | -------------- | --------- | --- |
| James Bayley               | enkelspel (m)  | 17e       | 1e ronde: W van FIN Schildt: 6-1, 6-3, 6-4 2e ronde: W van DEN Bache: 6-2, 6-1, 6-2 3e ronde: V van GBR Gilbert: 5-7, 7-9, 1-6                   |
| James Willard              | enkelspel (m)  | 17e       | 1e ronde: W van RSA Raymond: 2-6, 6-4, 6-4, 2-6, 6-4 2e ronde: W van BEL Halot: 8-6, 6-2, 6-2 3e ronde: V van IND Jacob: 1-6, 2-6, 6-3, 6-2, 3-6 |
| James Bayley James Willard | dubbelspel (m) | 17e       | 1e ronde: W van HUN von Kehrling/von Kelemen: 6-8, 11-9, 3-6, 6-3, 6-2 2e ronde: V van USA Richards/Hunter: 1-6, 2-6, 2-6                        |

### Wielersport
| Olympiër         | Discipline  | Resultaat    | Prestatie                                                          |
| Baan             | Baan        | Baan         | Baan                                                               |
| ---------------- | ----------- | ------------ | ------------------------------------------------------------------ |
| Walter Coppins   | sprint (m)  | kwartfinale  | serie 3: 1e in 13,6 kwartfinale 6: 3e herkansingen kwartfinale: 3e |
| George Dempsey   | sprint (m)  | halve finale | serie 2: 1e in 13,8 kwartfinale 3: 1e in 13,2 halve finale 3: 2e   |
| Robert Broadbent | 50km (m)    | 8-36e        | onbekend                                                           |
| Walter Coppins   | 50km (m)    | 8-36e        | onbekend                                                           |
| George Dempsey   | 50km (m)    | 8-36e        | onbekend                                                           |
| Weg              |             |              |                                                                    |
| Sydney Ramsden   | tijdrit (m) | 36e          | 7:18.23,4                                                          |

### Worstelen
| Olympiër      | Discipline            | Resultaat | Prestatie                                                                |
| ------------- | --------------------- | --------- | ------------------------------------------------------------------------ |
| Claude Angelo | -61kg vrije stijl (m) | 17e       | 1e ronde: vrij 2e ronde: W van GBR Stott kwartfinale: V van CAN Chilcott |

### Zwemmen
| Olympiër                                                               | Discipline            | Resultaat | Prestatie                                                                            |
| ---------------------------------------------------------------------- | --------------------- | --------- | ------------------------------------------------------------------------------------ |
| Moss Christie                                                          | 100m vrije slag (m)   | 19e       | serie 5: 4e in 1.07,2                                                                |
| Ernest Henry                                                           | 100m vrije slag (m)   | 7e        | serie 2: 2e in 1.03,8 halve finale 2: 3e in 1.03,0                                   |
| Ivan Stedman                                                           | 100m vrije slag (m)   | 9e        | serie 4: 2e in 1.04,0 halve finale 2: 5e in 1.06,0                                   |
| Frank Beaurepaire                                                      | 400m vrije slag (m)   | DNF       | serie 4: 2e in 5.38,0 halve finale 2: niet gefinisht                                 |
| Boy Charlton                                                           | 400m vrije slag (m)   | Brons     | serie 3: 2e in 5.30,2 halve finale 2: 1e in 5.32,6 finale: 3e in 5.06,6              |
| Moss Christie                                                          | 400m vrije slag (m)   | DNF       | serie 1: niet gefinisht                                                              |
| Frank Beaurepaire                                                      | 1500m vrije slag (m)  | Brons     | serie 5: 1e in 22.17,6 halve finale 2: 1e in 21.41,6 finale: 3e in 21.48,4           |
| Boy Charlton                                                           | 1500m vrije slag (m)  | Goud      | serie 3: 1e in 21.20,4 (OR) halve finale 2: 1e in 21.28,4 finale: 1e in 20.06,6 (WR) |
| Moss Christie                                                          | 1500m vrije slag (m)  | 12e       | serie 1: 3e in 22.49,4                                                               |
| Ivan Stedman                                                           | 200m schoolslag (m)   | 15e       | serie 1: 4e in 3.09,6                                                                |
| Frank Beaurepaire Boy Charlton Moss Christie Ernest Henry Ivan Stedman | 4x200m vrije slag (m) | Zilver    | serie 3: 1e in 10.21,2 halve finale 1: 1e in 10.27,0 finale: 2e in 10.02,2           |

Argentinië · Australië · België · Brazilië · Brits-Indië · Bulgarije · Canada · Chili · Cuba · Denemarken · Ecuador · Egypte · Estland · Filipijnen · Finland · Frankrijk · Griekenland · Groot-Brittannië · Haïti · Hongarije · Ierland · Italië · Japan · Joegoslavië · Letland · Litouwen · Luxemburg · Mexico · Monaco · Nederland · Nieuw-Zeeland · Noorwegen · Oostenrijk · Polen · Portugal · Roemenië · Spanje · Tsjecho-Slowakije · Turkije · Uruguay · Verenigde Staten · Zuid-Afrika · Zweden · Zwitserland